# Richard Verrall
Richard Verrall (n. 1948, Anglia, Regatul Unit) este un fost vicepreședinte al Frontului Național Britanic (NF) care a editat revista Spearhead din 1976 până în 1980. Sub pseudonimul Richard E. Harwood, Verrall a scris broșura Did Six Million Really Die?.

## Cariera în cadrul Frontului Național
Verrall a studiat istoria la Colegiul Westfield, care face parte acum din Universitatea Regina Maria din Londra, obținând o diplomă de licență. Inițial membru al Partidului Conservator, Verrall a părăsit acest partid la începutul anilor 1970, împreună cu un număr de membri cu convingeri de dreapta care-l susțineau pe Enoch Powell, pentru a se alătura Frontului Național. El era inițial un susținător apropiat al lui John Tyndall și a fost numit de acesta în postul de redactor al revistei Spearhead, publicând acolo articole în care nega Holocaustul. El a fost, de asemenea, cunoscut pentru aprobarea eugenismului și determinismului biologic, adăugând la această teorie că era natural pentru membrii unui grup genetic să se sacrifice pentru binele altora din același grup.
În ciuda sale inițiale oferit lui Tyndall, Verrall nu l-a urmat în Noul Front Național și a fost numit vicepreședinte al NF de către Andrew Brons în 1980. Deși a deținut o funcție importantă în partid, Verrall a avut un rol nesemnificat în politica NF și a fost departe de lupta dintre Frontului Național Oficial și grupul Flag. În schimb, el și-a concentrat majoritatea eforturilor sale în publicarea unor scrieri despre Holocaust.

## Negarea Holocaustului
Verrall este bine cunoscut astăzi ca autor al broșurii (publicată sub pseudonimul Richard Harwood) Did Six Million Really Die?, prin care nega Holocaustul; broșura a făcut obiectul unei plângeri penale formulate împotriva editorului germano-canadian Ernst Zündel. Instanța de judecată a constatat că broșura conținea falsuri și denaturări, dar Zündel a fost în cele din urmă achitat pe motiv că legea în baza căreia a fost acuzat era neconstituțională. Curtea Supremă a Canadei a stabilit că această carte „prezenta denaturat cercetările istorice, cita eronat martori, fabrica dovezi și cita autorități inexistente”.
În 2017, sucursala britanică a companiei Amazon a eliminat broșura Did Six Million Really Die? din ofertele de pe site-ul său, după mulți ani în care a fost disponibilă pentru cumpărare.

## Viața personală
Verrall este căsătorit cu Tessa Sempik și ei au fost menționați într-un articol din 1996 despre „chiriașii care refuză să plece din casa închiriată”.